# A Thousand Beautiful Things
A Thousand Beautiful Things – singel Annie Lennox, wydany w roku 2004.

## Ogólne informacje
Był to drugi singel z albumu Bare. Nie ukazał się on w regularnej sprzedaży, został wydany jedynie jako singel promocyjny. Utwór trafił na pierwsze miejsce amerykańskiej listy Hot Dance Club Play.